# Wilhelm Dörpfeld

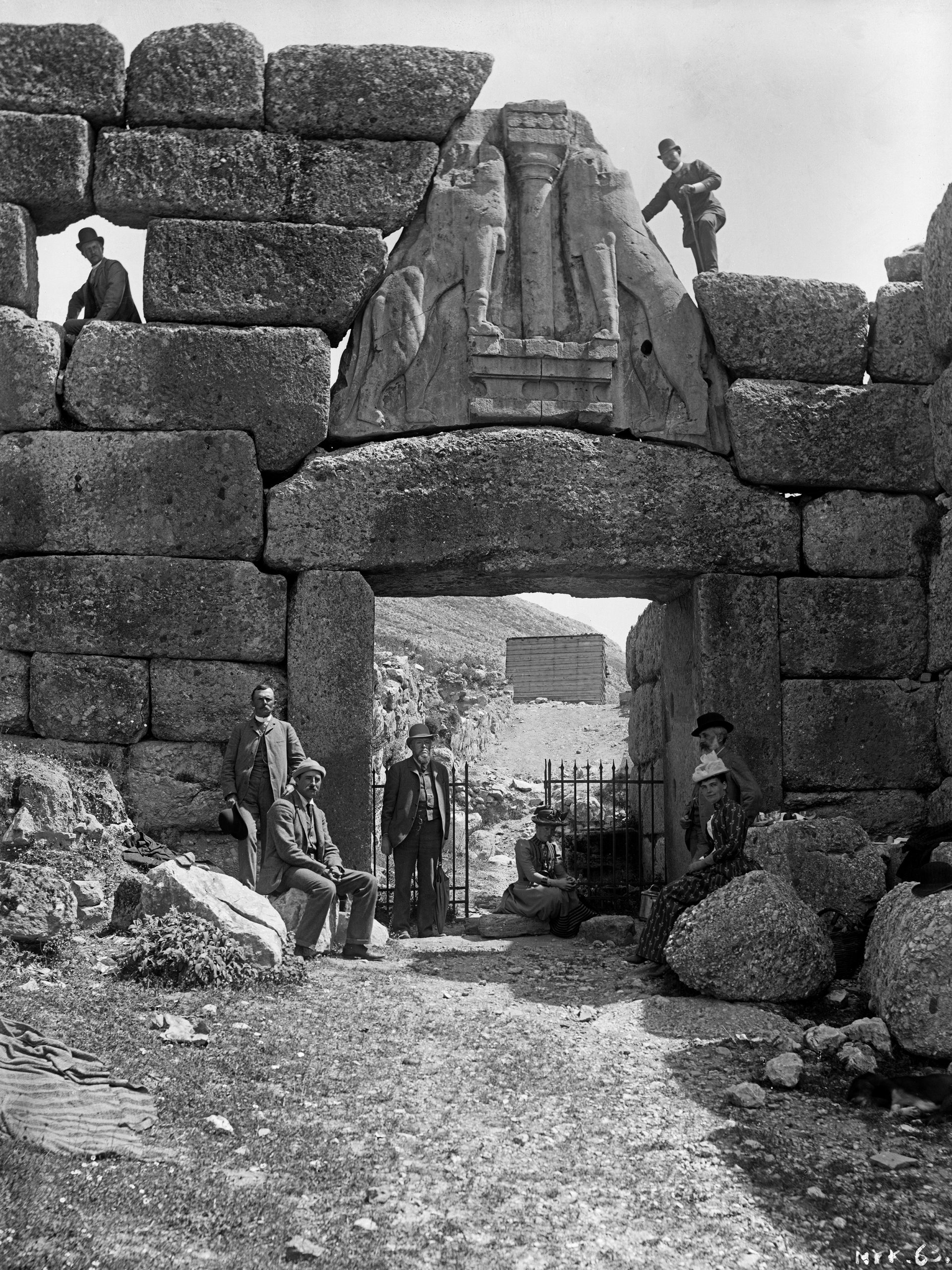
William Dörpfeld a Heinrich Schliemann u Lví brány v Mykénách

Wilhelm Dörpfeld (26. prosince 1853 Barmen, Wuppertal – 25. dubna 1940 Nydri, Lefkada) byl německý architekt a archeolog.

## Život
Wilhelm Dörpfeld byl synem učitele Friedricha Wilhelma Dörpfelda. Navštěvoval střední školu v Elberfeldu, která byla později po něm pojmenována. Po dokončení střední školy vystudoval architekturu na akademii v Berlíně. Jeho kariéra v archeologii a architektuře začala prací v kanceláři jeho učitele, německého architekta Friedricha Adlera.
V letech 1886 až 1912 Dörpfeld vykonával funkci druhého tajemníka (ředitele) Německého archeologického ústavu v Athénách. Roku 1923 byl jmenován čestným profesorem na univerzitě v Jeně. Za své úspěchy v oblasti archeologie Dörpfeld obdržel celkem sedm čestných doktorátů.

## Práce v terénu
V roce 1877 pracoval Dörpfeld jako asistent německého historika Richarda Bona při vykopávkách v Olympii. Roku 1878 se stal technickým správcem vykopávek. Po dokončení prací přijal v roce 1882 pozvání zúčastnit se vykopávek v Tróji.
V letech 1884 až 1885 Dörpfeld společně s Heinrichem Schliemannem pracovali na vykopávkách Tíryntu. Od roku 1900 až do roku 1913 Dörpfeld pracoval na vykopávkách řeckého města Pergamon a roku 1931 provedl průzkum Agory v Athénách.

## Dílo
- Das griechische Theater, 1896
- Troja und Ilion, 1902
- Olympia in römischer Zeit, 1914
- Alt-Olympia, 2 díly, 1935
- Alt-Athen und seine Agora, 2 díly, 1937 – 1939